# Stefan Ardeleanu
Stefan Ardeleanu (* 1985 in Lörrach) ist ein deutscher Klassischer und provinzialrömischer Archäologe.

## Leben
Stefan Ardeleanu studierte von 2005 bis 2010 Klassische Archäologie, Alte Geschichte, Byzantinische Archäologie und Kunstgeschichte an der Ruprecht-Karls-Universität Heidelberg, der Universität La Sapienza in Rom sowie der Universität Aix-Marseille in Aix-en-Provence. 2010 erlangte er seinen Magister Artium an der Universität Heidelberg mit einer Arbeit zum Hellenismus in Nordwestafrika und zu numidisch-mauretanischen Eliten. Anschließend setzte er sein Studium an der Humboldt-Universität zu Berlin fort. Während dieser Zeit war er von 2011 bis 2013 als wissenschaftliche Hilfskraft am Realkatalog der Abteilung Rom des Deutschen Archäologischen Instituts tätig. In Berlin wurde er 2015 mit einer Arbeit zu den Auswirkungen römischer Präsenz in Numidien promoviert.
Ardeleanu nahm an zahlreichen Feldprojekten im Mittelmeerraum, unter anderem in der Türkei, im Jemen, in Tunesien und Algerien, teil. Im Jahr 2015 war er Mitarbeiter am Forschungsprojekt „Die Römischen Steindenkmäler in den Reiss-Engelhorn-Museen Mannheim“ der Universität Tübingen, wechselte aber noch im gleichen Jahr an den Sonderforschungsbereich 933 „Materiale Textkulturen“ der Universität Heidelberg, wo er bis 2020 zu Spätantiken Grabinschriften und Grabriten in den Nordwestprovinzen des Römischen Reiches lehrte und forschte. Für das akademische Jahr 2016/2017 erhielt er das Reisestipendium des Deutschen Archäologischen Instituts. Zum 1. November 2020 wurde er als Nachfolger von Salvatore Ortisi auf die Juniorprofessur „Archäologie der römischen Provinzen“ am Historischen Seminar der Universität Osnabrück berufen. Gleichzeitig übernahm er die wissenschaftliche Leitung der Ausgrabungen in der Fundregion Kalkriese als möglicher Ort der Varusschlacht. Die Juniorprofessur in Osnabrück hatte er bis März 2022 inne; seit April 2022 arbeitet er als Postdoc am „RomanIslam – Center for Comparative Empire and Transcultural Studies“ der Universität Hamburg.
Die Forschungsschwerpunkte von Stefan Ardeleanu sind das vor- und frührömische sowie das spätantike Nordafrika, römische Grabdenkmäler in der Germania superior, spätantike Bestattungsriten in den Westprovinzen des Römischen Reiches und Antikenrezeption in der Kulturpolitik.

## Schriften (Auswahl)
- Vom „Jugurtha qui a réussi“ zum Zivilisationendialog Ben Alis. Die Rolle der Antike in der Repräsentation tunesischer Autokraten nach 1956. In: Thersites. Band 1, 2015, S. 203–248 (Digitalisat).
- Zum funerärepigraphischen Habit des spätantiken Hippo Regius. Gräber, Kirchen mit Bestattungen und Grabinschriften in ihrem urbanen und sozialen Kontext. In: Römische Mitteilungen. Band 125, 2019, S. 401–448.
- Numidia Romana? Die Auswirkungen der römischen Präsenz in Numidien (2. Jh. v. Chr.–1. Jh. n. Chr.) (= Archäologische Forschungen. Band 38). Reichert, Wiesbaden 2021, ISBN 978-3-95490-509-6, DOI:10.34780/52b5-c925 (Open Access; zugleich Dissertation, Humboldt-Universität Berlin 2015).
- mit Johannes Lipps, Jonas Osnabrügge, Christian Witschel (Hrsg.): Die römischen Steindenkmäler in den Reiss-Engelhorn-Museen Mannheim. Verlag Regionalkultur, Ubstadt-Weiher 2021, ISBN 978-3-95505-216-4